# Marc Unternährer
Marc Unternährer (* 18. Februar 1975) ist ein Schweizer Jazz- und Improvisationsmusiker (Tuba) und Hochschullehrer.

## Leben
Unternährer erwarb 1998 das Lehrdiplom und 2000 das Konzertdiplom (mit Auszeichnung) und unterrichtet an der allgemeinen Abteilung der Hochschule Luzern. Ausserdem ist er Vorstandsmitglied des Forums Neue Musik Luzern und Mitinitiant des Mullbaus. Er arbeitete in verschiedenen Ensembles von John Wolf Brennan und Hans Kennel, sowie in den Ensembles Le Rex (mit Marc Stucki, Benedikt Reising, Andreas Tschopp und Rico Baumann), Interkantonale Blasabfuhr, Das Zirkumpolare Jazzorchester, Hippes Oktonym (von Ingo Hipp) und im Ballbreakers Ensemble, ferner in verschiedenen Bandprojekten in Chicago und in der Schweiz mit Keefe Jackson und Dave Rempis (The Luzern Chicago Connection), Erika Stucky (Bubbles & Bangs), in Albin Bruns NAH Trio und in dessen Alpin Quintet, im Trio mit Urs Leimgruber/Urban Mäder, in Roberto Domeniconis Grosser Bär und Lucas Nigglis Africalls. Unternährer spielt im Trio mit Andreas Glauser und Christian Bucher sowie mit Hans Hassler und Julian Sartorius, im Quartett Nacktmull (mit Isa Wiss, Hans Peter Pfammatter und Markus Lauterburg). Zu hören ist er u. a. auch auf Barry Guys Album All This This Here (2023).

## Diskografie
- Interkantonale Blasabfuhr: 4 (Plainisphere, 1998), mit Lars Lindvall, Urs Koller, René Widmer, Albin Brun, und Marco Käppeli
- John Wolf Brennan: Broken Dreams live (Creative Works, 2002), mit Alexandra Prusa, Hans Kennel
- Hans Kennel, Marc Unternährer, John Wolf Brennan: Pipelines – Live at Lucerne Festival Sommer 2001 (Creative Works, 2005)
- John Wolf Brennan, Gene Coleman, Thomas K. J. Mejer, Marc Unternährer: Momentum 4: Rising Fall (Leo Records, 2005)
- Christian Bucher, Marc Unternährer, Andreas Glauser: Untitled (Insubordinations, 2006)
- Isa Wiss/Marc Unternährer: Sopstock (Creative Sources, 2010)
- Looty Trio: Boxer Rebellion (2024), mit Sebastian Strinning, Valeria Zangger